# ويندي بومان (مغنية)
ويندي بومان (بالإنجليزية: Wendy Bowman)‏ هي مغنية بريطانية، ولدت في 1945.